# Manoir de Tresclé
Le manoir de Tresclé est un édifice situé à Cléguérec en France.

## Localisation
Le manoir est situé sur le territoire de la commune de Cléguérec, au lieu-dit Tresclé, dans le département du Morbihan en région Bretagne.

## Description
Le manoir date des XVe et XVIe siècles , édifice dans une cour ouverte, plan en équerre, à un étage carré en pierre de taille de granite et de schiste. Toiture à longs pans couverte d'ardoises, vestiges d'un escalier dans-œuvre : escalier à vis sans jour.

## Historique
Manoir appartenant aux seigneurs de Kermabo à partir de 1426. Le logis actuel date des XVe et XVIe siècles. Logement moderne construit sur l'emplacement de l'aile est de l'ancien logis. Four à pain postérieur à 1836.
Il est inscrit à l'inventaire général du patrimoine culturel en 1986.